# Найден Бенев
Найден Луков Бенев е български политик от Народната партия. Той е министър на вътрешните работи през 1896-1899 година.

## Биография
Найден Бенев е роден през 1857 година в Копривщица. Първоначално учи в родния си град, след което завършва Пловдивската гимназия. Учителства в Копривщица, а през 1878 г. завършва курс по руски език, организиран от временното руско управление в Пловдив. През 1879-1883 година е секретар на Върховния касационен съд, след което работи като адвокат. При управлението на правителството на Народната партия, начело с Константин Стоилов, той е секретар на Министерския съвет (1894-1896), министър на вътрешните работи (1896-1899) и изпълняващ длъжността министър на търговията и земеделието (1898-1899).. През 1896 г. взема участие в разработването на новия избирателен закон. 
Найден Бенев умира на 19 февруари (6 февруари стар стил) 1909 година в София.